# Ian MacEwan
Pour les articles homonymes, voir MacEwan.
Pas d'image ? Cliquez ici

a Compétitions nationales et continentales officielles uniquement.

b Matchs officiels uniquement.
Dernière mise à jour le 22 mai 2025.
 Ian Neven MacEwan, né le 1er mai 1934 à Auckland, est un joueur de rugby à XV  qui a joué avec l'équipe de Nouvelle-Zélande. Il évoluait comme deuxième ligne (1,92 m pour 105 kg). 

## Carrière
Ian MacEwan joue pour la province de Wellington de 1954 à 1967.
Il fait ses débuts avec l'équipe de Nouvelle-Zélande le 4 août 1956, à l'occasion d'un match contre l'équipe d'Afrique du Sud. Il dispute son dernier test match contre l'équipe d'Australie le 8 septembre 1962.

## Palmarès
- Nombre de matchs avec la province de Wellington : 133
- Nombre de test matchs avec les All Blacks :  20
- Nombre total de matchs avec les All Blacks :  52
- Test matchs par année : 1 en 1956, 2 en 1957, 3 en 1958, 3 en 1959, 4 en 1960, 3 en 1961, 4 en 1962